# 8644 Betulapendula
8644 Betulapendula è un asteroide della fascia principale. Scoperto nel 1988, presenta un'orbita caratterizzata da un semiasse maggiore pari a 2,3754728 UA e da un'eccentricità di 0,1723097, inclinata di 5,30641° rispetto all'eclittica.